# Checkendon
Checkendon is een civil parish in het bestuurlijke gebied South Oxfordshire, in het Engelse graafschap Oxfordshire met 493 inwoners.

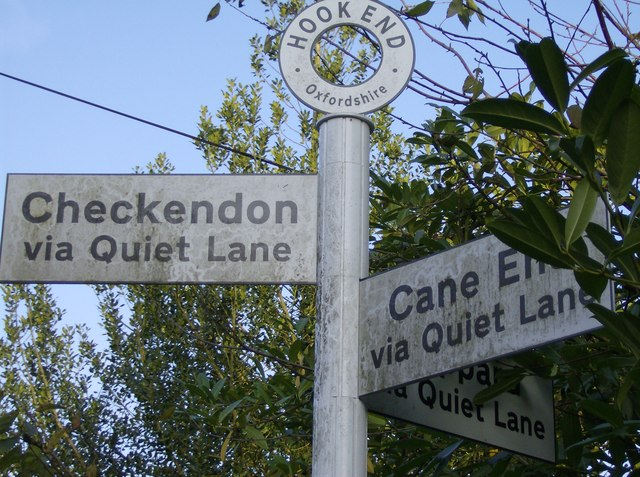